# Purpuricenus talyshensis
Purpuricenus talyshensis là một loài bọ cánh cứng trong họ Cerambycidae.